# Наутилус (премія)
Премія «Наутилус» (пол. Nagroda Nautilus) — польська щорічна нагорода за найкращий фантастичний літературний твір. Назва премії походить від підводного човна капітана Немо з романів Жуль Верна «Двадцять тисяч льє під водою» і «Таємничий острів». Премія існувала з 2004 по 2013 рр. Організатор — журнал «Наукова Фантастика» (пол. Science Fiction).

## Історія
Премія «Наутилус» започаткована 2004 року Робертом Єжи Шмідтом (пол. Robert Jerzy Szmidt), головним редактором журналу «Наукова Фантастика». Перше преміювання переможців відбулося під час форуму шанувальників фантастики ConQuest у Кракові. 
2009 року нагородження премією «Наутилус» не відбулося, через зміну керівництва (журнал «SFFiH» перейшов до видавництва «Фабрика слів» (пол. Fabryka Słów)).
2010 року преміювання було відновлено.  
2014 року винагородження премією «Наутилус» за найкращий фантастичний твір року призупинили.

## Формат
Премія "Наутилус" окреслює наступні категорії:
- найкращий роман року (пол. powieść roku) — обсяг твору як мінімум 240 тис. символів
- найкраще оповідання року (пол. opowiadanie roku) — обсяг твору не більше 240 тис. символів

Переможець обирався шляхом голосування читачів за допомогою SMS-повідомлень. Призери отримували відповідний диплом і грошове забезпечення, що складалося зі спонсорських коштів і коштів зібраних під час голосування.

## Переможці й номінанти

###### 2012
Нагородження відбулось на XIV Національному фестивалі фентезі «Фалькон» (пол. XIV Ogólnopolskiego Festiwalu Fantastyki Falkon) у Любліні, 9 листопада 2013.
Найкращий роман:
- Стефан Дарда — «Біси» (пол. Bisy), третя частина тетралогії

Номінації: 
- Луїза Добжинська — «Душа» (пол. Dusza)

- Ярослав Ґжендович — «Господар крижаного саду» (пол. Pan Lodowego Ogrodu), книга 4[5]

Найкраще оповідання:
- Мацей Левандовський — «Чорна Леліва» (пол. Czarna Leliwa)

Номінації:
- Стефан Дарда — «Розповім тобі похмуру історію» (пол. Opowiem ci mroczną historię)
- Моніка Сокул-Рудовська — «Дорога» (пол. Droga)
- Роберт Веґнер — «Ще один герой» (пол. Jeszcze jeden bohater)
- Якуб Цвєк — «Письменники INC» (Writers INC)

###### 2010
Найкращий роман:
- Анджей Піліп'юк — «Око оленя» (пол. Oko Jelenia. Tryumf Lisa Reinicke)[6]

Номінації:
- Майя Лідія Коссаковська — «Збирач бур» (пол. Zbieracz Burz), том 1
- Стефан Дарда — «Сонячна долина» (пол. Słoneczna Dolina)
- Яцек Пекара — «Я, інквізитор. Дотик зла» (пол. Ja, Inkwizytor. Dotyk zła)
- Яцек Пекара — «Я, інквізитор. Вежа до небес» (пол. Ja, Inkwizytor. Wieże do nieba)

Найкраще оповідання:
- Анджей Піліп'юк — Лазарет (пол. Lazaret)

Номінації:
- Яцек Пекара — «Товариство немертвих поляків» (пол. Stowarzyszenie Nieumarłych Polaków)
- Анджей Піліп'юк — «Ставок» (пол. Staw)
- Даріуш Домагальський — «П'ята пора року» (пол. Piąta pora roku)
- Роберт Веґнер — «Найкраще, що можна купити» (пол. Najlepsze, jakie można kupić)

###### 2009
Найкращий роман:
- Ярослав Ґжендович — «Господар крижаного саду» (пол. Pan Lodowego Ogrodu), книга 3

Номінації:
- Анджей Піліп'юк — «Хома Бімбровнікус» (пол. Homo Bimbrownikus)
- Анджей Піліп'юк — «Око Оленя. Пан Вільков» (пол. Oko Jelenia. Pan Wilków)
- Яцек Пекара — «Характерник» (пол. Charakternik)
- Катаржина Береніка Міщук — «Вовчиця» (пол. Wilczyca)

Найкраще оповідання:
- Анджей Піліп'юк — «Різник дерев» (пол. Rzeźnik drzew)

Номінації:
- Анджей Піліп'юк — «Остання місія Якуба» (пол. Ostatnia misja Jakuba)
- Ярослав Ґжендович — «За мить перед дощем» (пол. Chwila przed deszczem)
- Якуб Цвєк — «Готуй із папою» (пол. Gotuj z papieżem)
- Роберт Веґнер — «Усі ми Мееханчикі» (пол. Wszyscy jesteśmy Meekhańczykami)

###### 2007
Найкращий роман:
- Рафал Дембський — «Сузір'я ката» (пол. Gwiazdozbiór kata)

Номінації:
- Ярослав Ґжендович — «Господар крижаного саду» (пол. Pan Lodowego Ogrod) , книга 2
- Магдалена Козак — «Ренегат» (пол. Renegat)
- Лукаш Орбітовський, Ярослав Урбанюк — «Пес і Кльоха. Проти всього» (пол. Pies i Klecha. Przeciwko wszystkim)
- Яцек Дукай — Крига (пол. Lód)

Найкраще оповідання:
- Томаш Бохінський — «Чудовий винахід пана Белла» (пол. Cudowny wynalazek pana Bella)

Номінації:
- Роберт Веґнер — «Пробудження» (пол. Przebudzenie)
- Рафаль Дембський — «Кура» (пол. Kura)
- Роберт Веґнер — «І ти будеш муром» (пол. I będziesz murem)
- Якуб Новак — «Якуб Новак» (пол. Jakub Nowak)

###### 2006
Найкращий роман:
- Рафал Дембський — «Чорний пергамент» (пол. Czarny pergamin)
- Рафал Koсиk — «Вертикаль» (пол. Vertical)

Номінації:
- Магдалена Козак — «Ренегат» (пол. Nocarz)
- Лукаш Орбітовський, Ярослав Урбанюк — «Пес і Кльоха. Вогонь і сяйво» (пол. Pies i Klecha. Ogień i blask)
- Анджей Сапковський — «Вічне світло» (лат. Lux perpetua)

Найкраще оповідання:
- Щепан Твардох — «Рондо на друкарській машині, папір і олівець» (пол. Rondo na maszynę do pisania, papier i ołówek)

Номінації:
- Ярослав Ґжендович — «Годинникар і мисливець на метеликів» (пол. Zegarmistrz i łowca motyli)
- Магда Козак — «Cynglarze» (пол. Cynglarze)
- Лукаш Орбітовський, Ярослав Урбанюк — «Пес і Кльоха. Жертва» (пол. Pies i Klecha. Żertwa)

###### 2005
Найкращий роман:
- Ярослав Ґжендович — «Господар крижаного саду» (пол. Pan Lodowego Ogrodu), книга 1

Номінації:
- Анджей Піліп'юк — «Спадкоємці» (пол. Dziedziczki)
- Фелікс Крес — «Щит Шерні» (пол. Tarcza Szerni)
- Майя Лідія Коссаковська — «Закон Краю Світу» (пол. Zakon Krańca Świata)
- Марек Губерат — «Міста під Скелею» (пол. Miasta pod Skałą )

Найкраще оповідання:
- Лукаш Орбітовський — «Шоу жахів» (пол. Horror Show)

Номінації:
- Ярослав Ґжендович — «Вовча заметіль» (пол. Wilcza zamieć)
- Магдалена Козак — «Операція „Фауст“» (пол. Operacja „Faust”)
- Себастьян Узнанський — «Земля Чорного Сонця» (пол. Świt Czarnego Słońca)
- Євгеніуш Дембський — «Дівчина зі сну» (пол. Dziewczyna ze snu)

###### 2004
Найкращий роман:
- Анджей Сапковський — «Божі воїни» (пол. Boży bojownicy)

Номінації:
- Анджей Земянський — «Ахая» (пол. Achaja), 3 том
- Анджей Піліп'юк — «Принцеса» (пол. Księżniczka)
- Яцек Дукай — «Ідеальна недосконалість» (пол. Perfekcyjna niedoskonałość)
- Майя Лідія Коссаковська — «Сівач вітру» (пол. Siewca Wiatru)

Найкраще оповідання:
- Анджей Піліп'юк — «2865 кроків: Вечірні дзвони» (пол. 2865 kroków: Wieczorne dzwony)

Номінації:
- Евгеніуш Дембський — «На землі загублених байтів» (пол. W krainie zaginionych bajtli)
- Фелікс Крес — «Gówno» (пол. Gówno)
- Рафал Дембський — «Дотик вбивці» (пол. Dotyk kata)
- Анна Бжезінська — «Води, глибокі як небо» (пол. Wody głębokie jak niebo)

###### 2003
Найкращий роман:
- Анджей Земянський — Ахая (пол. Achaja), 2 том

Номінації:
- Яцек Дукай — Інші пісні (пол. Inne pieśni)
- Анджей Піліп'юк — «Баби» (пол. Kuzynki)
- Роберт Єжи Шмідт — «Апокаліпсис згідно пана Яна» (пол. Apokalipsa według Pana Jana)
- Фелікс Крес — «Клейнод і віяло» (пол. Klejnot i wachlarz)

Найкраще оповідання:
- Анджей Земянський — Запах скла (пол. Zapach szkła)

Номінації:
- Войцех Швиджиневський — «Клопоти в Хамдірхолмі» (пол. Kłopoty w Hamdirholm)
- Гжегорж Жак — «Сила перекладу» (пол. Władca przekładów)
- Щепан Твардох — «Божевілля ротмістра фон Еґерна» (пол. Obłęd rotmistrza von Egern)
- Аґнешка Халас — «Як її зберегти» (пол. By ją ocalić)